# هالبموند
هالبموند (به آلمانی: Halbemond) یک شهر در آلمان است که در آوریش واقع شده‌است. هالبموند ۱٬۰۶۷ نفر جمعیت دارد.